# إبراهام بورتون
إبراهام بورتون (بالإنجليزية: Abraham Burton) هو قائد فرقة ‏ أمريكي، ولد في 17 مارس 1971 في نيويورك في الولايات المتحدة.

## وصلات خارجية
- الموقع الرسمي
- إبراهام بورتون على موقع ميوزك برينز (الإنجليزية)
- إبراهام بورتون على موقع أول ميوزيك (الإنجليزية)
- إبراهام بورتون على موقع ديسكوغز (الإنجليزية)